# 保坂直希
保坂 直希（ほさか なおき、1985年3月10日 - ）は、山梨県出身の日本の俳優。前名は、坂城君（さかきなお）。

## 人物
- 趣味　城めぐり
- 特技　野球、剣道、料理

## 出演

### 映画
- ストロボライト（2015年）
- 黒蝶の秘密（2018年）
- もみの家（2018年） - 国富栄 役
- 信虎（2021年11月）
- 幻の蛍（2022年7月9日公開）[4][5]
- あのこを忘れて（2023年3月11日公開） - 瀬戸幸也 役[6][7]
- 家族の肖像（2023年4月22日公開） - 主演　手島隆役
- 生きない（2023年11月4日公開）[8]
- クオリア（2023年11月18日公開）[9]
- 初めての女（2024年6月22日公開） - 稲田 役[10]

### テレビドラマ
- 半グレの女（2013年）
- やくざの（2014年）
- リベンジ・パチンカー亜美（2014年）
- デコ軽トラッカー杏奈（2014年）
- 孤独のグルメ Season4 第7話 （2014年8月20日、テレビ東京） - 地元客1 役
- ヤンキー女子高生 全国制覇への道 千葉編（2015年）
- 振り込め詐欺（2015年）
- 修羅の女（2016年）
- ブラックペアン
- ラブホの上野さん
- 仮面ライダーガヴ 第44話・第46話（2025年7月20日・8月3日、テレビ朝日）- ニット帽の男

### ウェブドラマ
- 福井縦断プロジェクト（2022年11月25日 - 12月23日、YouTube 福井県新幹線開業課PRチャンネル） - 上条誠一 役[11]
- 恋するキッチンカー（2025年2月4日、ホクレン農業協同組合連合会・YouTube） - 広告会社・部下 役[12]

### ナレーション
- 地球大紀行
- 動物たちの子育て奮闘記episode2

### 舞台
- ガラリ（2023年）[13]
- 立つる波（2024年）[14]